# Macaronésia

Mapa n.º1: Extensão da Macaronésia.

Macaronésia é um nome moderno para designar os vários grupos de ilhas (ou arquipélagos) no Atlântico Norte, perto da Europa e da África. Por este nome tanto se pode entender estes arquipélagos como a região biogeográfica ou ecozona correspondente (a nível terrestre e marítimo).

## Etimologia

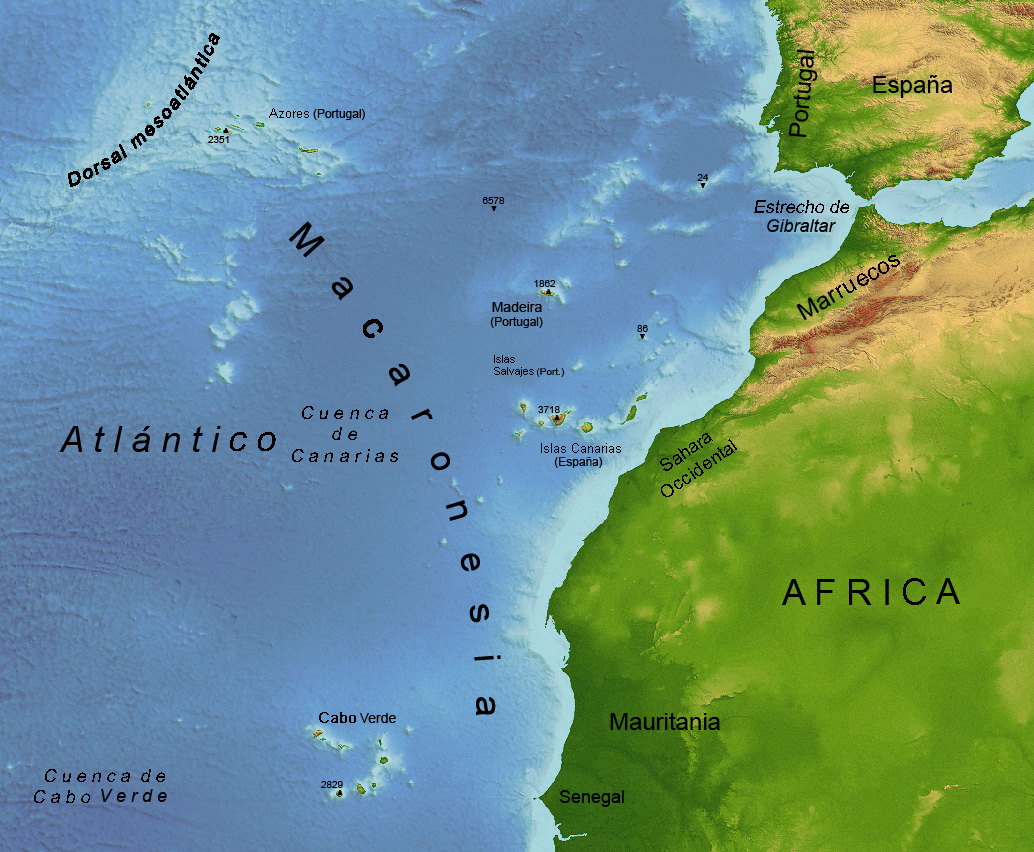
Mapa n.º2: Altitudes terrestres e profundidades marinhas da Macaronésia com os pontos correspondentes mais altos e mais baixos.

O nome é originário do grego (μακάρων = feliz, afortunado; e νῆσοι = ilhas) para "ilhas abençoadas" ou "ilhas afortunadas", termo utilizado pelos antigos geógrafos para as ilhas a oeste do estreito de Gibraltar.

## Composição
A Macaronésia é composta por quatro arquipélagos:
- Açores (República Portuguesa)
- Madeira (República Portuguesa)
- Canárias (Reino de Espanha)
- Cabo Verde (República de Cabo Verde)

## Natureza

Mapa n.º3: A Macaronésia constitui uma região biogeográfica ou ecozona parte de uma região biogeográfica maior ou reino biogeográfico, a da Região Paleártica ou Reino Paleoártico, sendo simultaneamente a região mais ocidental e meridional desta ecozona (os Açores constituem a região mais ocidental, enquanto Cabo Verde constitui a região mais meridional, embora, em termos de latitude, já esteja nos trópicos). A nível botânico, a Macaronésia pertence ao Reino Florístico Holoártico ou Reino Boreal, que inclui a Região Paleártica ou Reino Paleoártico. A nível marítimo, os arquipélagos dos Açores, Madeira e Canárias fazem parte da província biológica marinha Lusitana que, por sua vez, faz parte do reino biológico marítimo do Oceano Atlântico Norte Temperado enquanto o arquipélago de Cabo Verde faz parte do reino biológico marítimo do Oceano Atlântico Tropical.

Estas ilhas isoladas têm biogeografias únicas no mundo e caracterizadas por determinados arcaísmos e endemismos, embora também tenham várias espécies ou subespécies nativas em comum com outras regiões biológicas (também denominadas regiões biogeográficas ou ecozonas).
Atualmente, a maioria dos seres vivos endémicos no mundo está em risco de extinção. O derrube das florestas para madeira e lenha, a limpeza de vegetação para pastoreio e agricultura, bem como a introdução de plantas e animais exóticos pelos seres humanos deslocou grande parte da vegetação nativa dessas ilhas.

### Região Biogeográfica

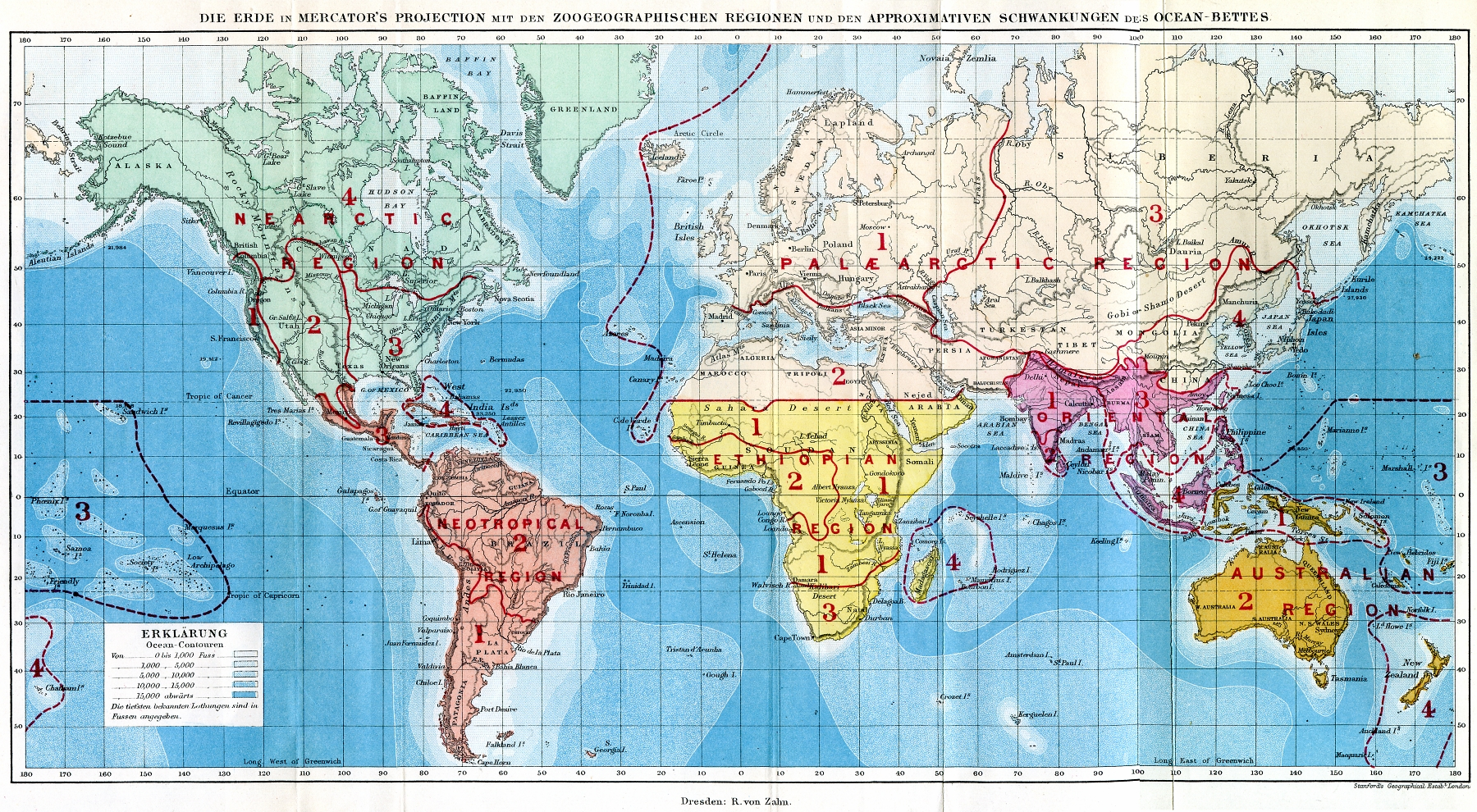
Mapa n.º 4: Frontispício do livro The Geographical Distribution of Animals - A Distribuição Geográfica de Animais de Alfred Russel Wallace, no qual a Macaronésia é incluída no reino biológico ou Região Paleártica.

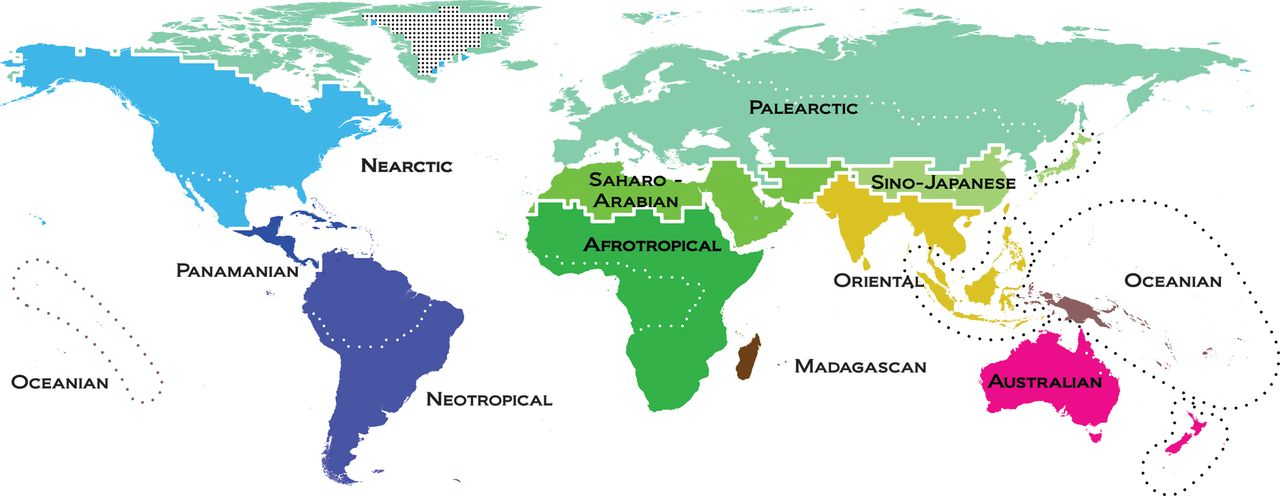
Mapa n.º 5: Mapa atualizado com a tipologia de 11 regiões biogeográficas. As grandes regiões Saaro-Arábica e Sino-Japonesa, podem ser incluídas na maior Paleártica.

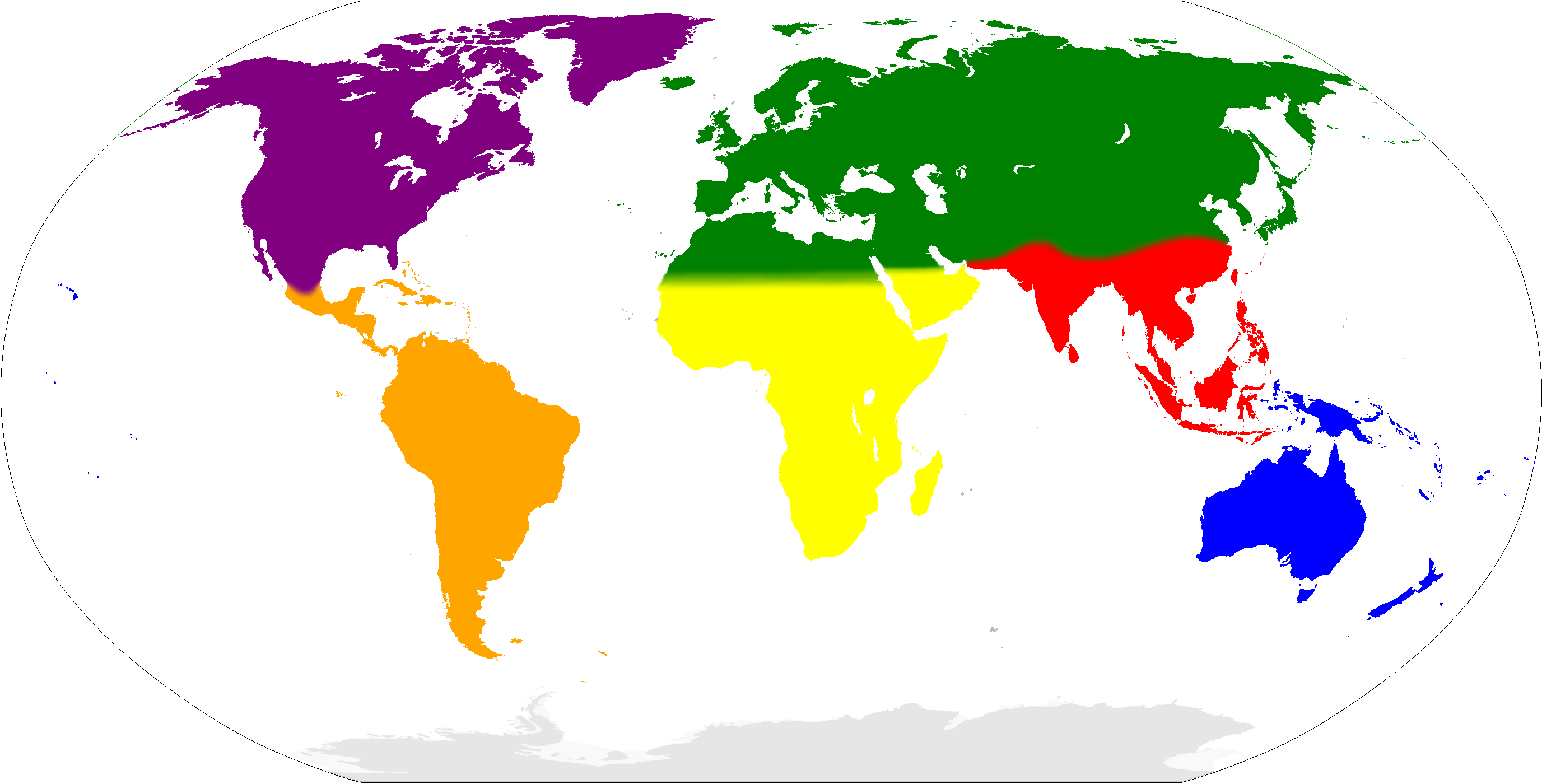
Mapa n.º 6: Regiões Biogeográficas (tipologia de 8 regiões).

Mapa n.º 7: O Reino Paleártico, a região biogeográfica maior da qual a Macaronésia faz parte. Esta ecozona é a maior do planeta, incluindo a maior parte da Eurásia e também o Norte de África.

#### Terrestre
A Macaronésia, enquanto zona ecológica ou região biogeográfica, pelas espécies da sua fauna e flora e pelo seu clima, está incluída na região maior ou reino biológico da Região Paleártica ou Reino Paleoártico que se inclui na ainda maior Região Holoártica ou Reino Holoártico (que inclui os reinos biológicos Paleártico e o Neártico). 
A nível biogeográfico há uma extensa faixa costeira do Noroeste da África, fronteira a esses grupos de ilhas, que se estende desde algumas áreas do Saara Ocidental (anexado por Marrocos) e da Mauritânia, a denominada região biológica do Deserto Costeiro Atlântico, parte extremo-ocidental do Saara, que tem algumas características em comum com a Macaronésia ao nível de flora (em pequenos enclaves isolados), mas que é mais frequentemente incluída, devido à maior parte da flora e fauna, na região Saaro-Arábica, e esta, muitas vezes é incluída na grande região ou Reino Paleártico, tal como a Macaronésia.

#### Marítima
A nível do ecossistema marítimo, a maior parte da Macaronésia, que inclui os arquipélagos dos Açores, Madeira e Canárias, faz parte da província biológica marinha Lusitana que faz parte do reino biológico marítimo do Oceano Atlântico Norte Temperado. 
O arquipélago de Cabo Verde faz parte do reino biológico marítimo do Oceano Atlântico Tropical.

## Macaronésia enquanto área de Cooperação Internacional

### Presidência e Secretariado da Macaronésia
No dia 12 de dezembro de 2010, Cabo Verde assumiu a Presidência e o secretariado da Cimeira dos Arquipélagos da Macaronésia (CAM) por um período de dois anos. Esta 1.ª CAM, que decorreu na cidade do Mindelo, na ilha de São Vicente, em Cabo Verde, visou essencialmente a criar um espaço de concertação política e de cooperação para o desenvolvimento entre as ilhas de Canárias (região autónoma de Espanha), Açores e Madeira (regiões autónomas de Portugal) e Cabo Verde (país soberano).